# Модзелевский, Зыгмунт
Зы́гмунт Модзеле́вский (пол. Zygmunt Modzelewski; 15 апреля 1900, Ченстохова,Царство Польское, Российская Империя — 18 июня 1954, Варшава, ПНР) — польский политический и общественный деятель, дипломат. Академик ПАН. Приёмный отец Кароля Модзелевского.

## Биография
Сын Играцы (работник железных дорог) и Юзефы (урождённая Пиотровских) Модзелевских. В 1918 году окончил школу в Ченстохове, в том же году вступил в коммунистическую партию (с 1917 был членом Социал-демократии Королевства Польского и Литвы). Учился на юридическом факультете Варшавского университета, однако, быстро прервал учёбу. В конце 1918 года добровольно вступил в Войско польское, принял участие в боях с советскими войсками в ходе советско-польской войны под Варшавой и на литовском фронте. Был демобилизован, дослужившись до командира взвода.
Поселился в Люблине, где с 1921 года работал бухгалтером в кооперативе. С 1923 по 1927 год жил во Франции по поддельному паспорту. В 1924–1937 годах член ЦК компартии Франции. Учился в Парижском университете и в Школе политических наук в Париже. В 1928 году получил докторскую степень по экономике.
С 1937 года жил в СССР. В октябре 1937 был арестован в Москве по обвинению в подрывной деятельности, в июле 1939 освобождён.
В 1943 году был одним из организаторов Союза польских патриотов. С 1945 года член ЦК Польской рабочей партии (позже ставшей ПОРП). В январе—июне 1945 года посол Польши в СССР. В 1947—1951 годах Министр иностранных дел Польши. В 1951 году стал ректором Института общественных наук при ЦК ПОРП, в 1952 – членом Польской АН. В 1952–1954 годах член Государственного совета.
Был дважды женат. Первая жена – Ядвига Брум (1898–1970), деятель польской и французской компартий, участник движения Сопротивления во Франции, позже член ПОРП. Второй женой была Наталья Вилдер, литературный критик и переводчик российской литературы, член Союза польских писателей. Кароль Модзелевский был его пасынком.

## Награды

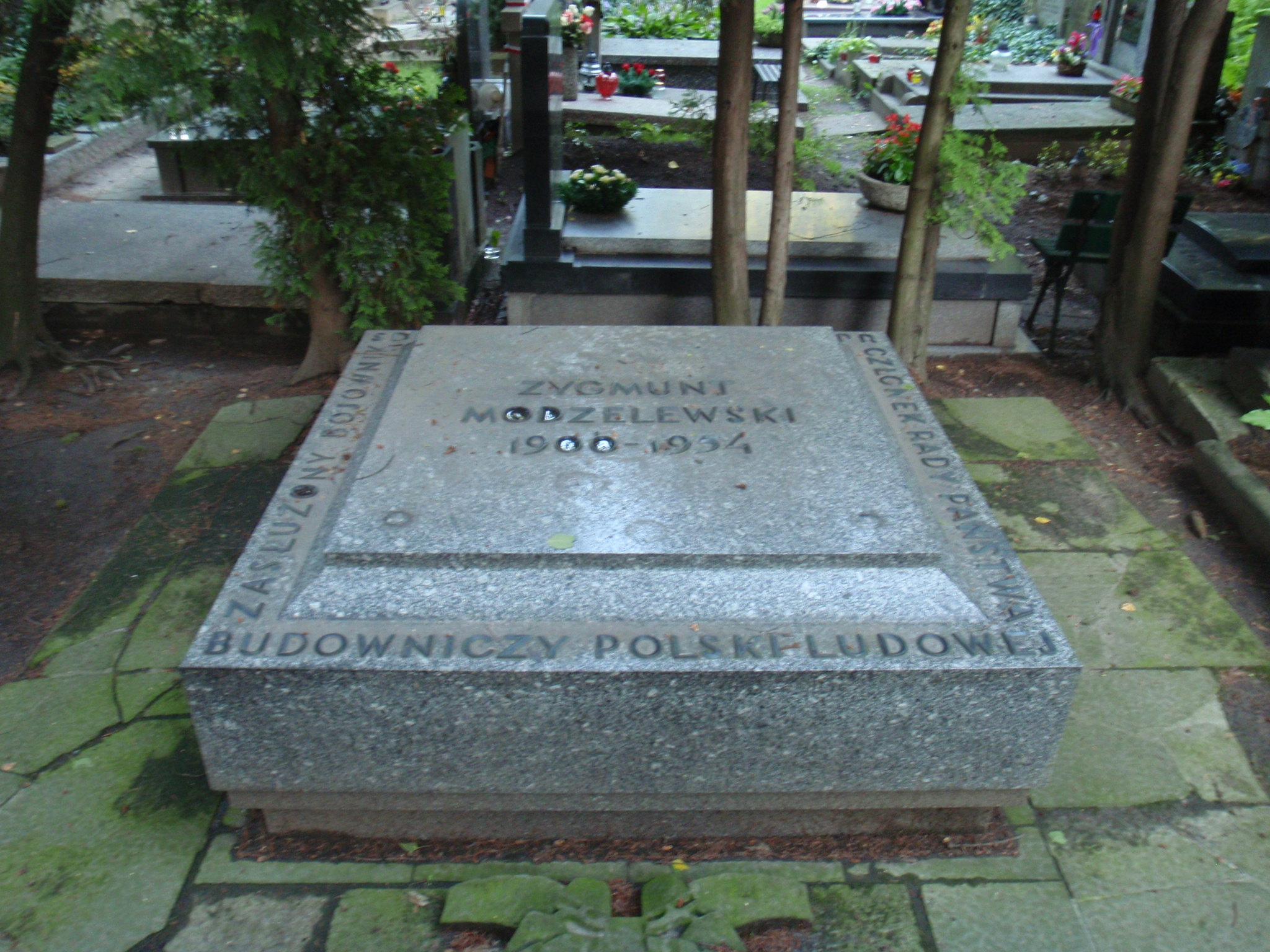
могила Зыгмунта Модзелевского на варшавском кладбище Воинские Повонзки

- 1945 — Орден Возрождения Польши 3-го класса
- 1946 — Орден «Крест Грюнвальда» 3-го класса
- 1946 — Золотая звезда ордена «За заслуги перед народом»
- 1947 — Орден Белого льва 1-го класса
- 1947 — Орден Данеброг
- 1948 — Орден «9 сентября 1944 года» 1-го класса
- 1948 — Орден Заслуг (Венгрия) 1-го класса
- 1948 — Орден Звезды Румынии 1-го класса
- 1949 — Орден Возрождения Польши 2-го класса
- 1950 — Орден «Знамя Труда» 1-го класса
- 1954 — Орден Строителей Народной Польши